# Châteauneuf-de-Chabre
Châteauneuf-de-Chabre foi uma comuna francesa na região administrativa da Provença-Alpes-Costa Azul, no departamento de Altos-Alpes. Estendia-se por uma área de 23,9 km². Em 2010 a comuna tinha 315 habitantes (densidade: 13,2 hab./km²).
Em 1 de janeiro de 2016, passou a formar parte da nova comuna de Val Buëch-Méouge.